# Składy drużyn olimpijskich w piłce siatkowej kobiet 1980
Artykuł grupuje składy wszystkich reprezentacji narodowych w piłce siatkowej, które wystąpiły w turnieju siatkówki kobiet na Letnich Igrzyskach Olimpijskich w 1980 roku w Moskwie.

## Składy drużyn
| Numer | Imię i nazwisko   |
| ----- | ----------------- |
| 1     | Denise Mattioli   |
| 2     | Eliana Aleixo     |
| 3     | Fernanda Silva    |
| 4     | Ivonete das Neves |
| 5     | Jackie            |
| 6     | Lenice Oliveira   |
| 7     | Maria Salgado     |
| 8     | Maria Trade       |
| 9     | Ana Paula Mello   |
| 10    | Regina Vilela     |
| 11    | Rita Teixeira     |
| 12    | Vera Leme         |

| Numer | Imię i nazwisko     |
| ----- | ------------------- |
| 1     | Tania Dimitrowa     |
| 2     | Walentyna Iliewa    |
| 3     | Silvija Petrunowa   |
| 4     | Anka Kristolowa     |
| 5     | Werka Borisowa      |
| 6     | Rumiana Kaiszewa    |
| 7     | Maia Georgiewa      |
| 8     | Tania Aiszinowa     |
| 9     | Swietlana Bozhurina |
| 10    | Rositsa Dimitrowa   |

| Numer | Imię i nazwisko         |
| ----- | ----------------------- |
| 1     | Ana Cecilia Carrillo    |
| 2     | Natalia Malaga          |
| 3     | Aurora Heredia          |
| 4     | Carmen Pimentel         |
| 5     | Cecilia Tait            |
| 6     | Maria Cardeñas          |
| 7     | Gina Torrealva          |
| 8     | Maria Cecilia del Risco |
| 9     | Raquel Chumpitaz        |
| 10    | Silvia Leon             |

| Numer | Imię i nazwisko  |
| ----- | ---------------- |
| 1     | Ana Diaz         |
| 2     | Ana Maria Garcia |
| 3     | Erenia Diaz      |
| 4     | Imilsis Tellez   |
| 5     | Josefina Capote  |
| 6     | Lucila Urgelles  |
| 7     | Maura Alfonso    |
| 8     | Mavis Guilarte   |
| 9     | Mercedes Perez   |
| 10    | Mercedes Pomares |
| 11    | Nelly Barnet     |

| Numer | Imię i nazwisko             |
| ----- | --------------------------- |
| 1     | Agnes Juhasz-Balajcza       |
| 2     | Agnes Torma                 |
| 3     | Bernadett Kőszegi           |
| 4     | Emerencia Siry-Kiraly       |
| 5     | Emőke Szegedi-Vargha-Enekes |
| 6     | Erzsebet Palinkas-Varga     |
| 7     | Eva Sebők-Szalay            |
| 8     | Gabriella Csapo-Fekete      |
| 9     | Gabriella Lengyel           |
| 10    | Gyöngyi Bardi-Gerevich      |
| 11    | Juliana Szalonna            |
| 12    | Lucia Banhegyi-Rado         |

| Numer | Imię i nazwisko     |
| ----- | ------------------- |
| 1     | Nadieżda Radzewicz  |
| 2     | Natalia Razumowa    |
| 3     | Olga Solowowa       |
| 4     | Jelena Akaminowa    |
| 5     | Jelena Andrejuk     |
| 6     | Irina Makogonowa    |
| 7     | Liubow Kozyrewa     |
| 8     | Swietlana Nikiszina |
| 9     | Ludmiła Czernyszowa |
| 10    | Swietlana Badulina  |
| 11    | Lidia Loginowa      |

| Numer | Imię i nazwisko    |
| ----- | ------------------ |
| 1     | Victoria Banciu    |
| 2     | Gabriela Coman     |
| 3     | Ileana Dobrovschi  |
| 4     | Iuliana Enescu     |
| 5     | Corina Georgescu   |
| 6     | Victoria Georgescu |
| 7     | Mariana Ionescu    |
| 8     | Irina Petculeţ     |
| 9     | Elena Piron        |
| 10    | Ioana Liteanu      |
| 11    | Corina Crivăţ      |
| 12    | Doina Săvoiu       |

| Numer | Imię i nazwisko             |
| ----- | --------------------------- |
| 1     | Ute Kostrzewa               |
| 2     | Andrea Heim                 |
| 3     | Annette Schultz             |
| 4     | Christine Walther-Mummhardt |
| 5     | Heike Lehmann               |
| 6     | Barbara Czekalla            |
| 7     | Karla Roffeis               |
| 8     | Martina Schmidt             |
| 9     | Anke Westendorf             |
| 10    | Karin Püschel               |
| 11    | Brigitte Fetzer             |
| 12    | Katharina Bullin            |